# Портрет на Папа Павел III
„Портрет на Павел III“ е картина на италианския художник Тициан от 1543 г. Картината (113,7 × 88,8 cm) е изложена в Зала 2 на Национален музей „Каподимонте“, Неапол. Използваната техника е маслени бои върху платно.

## История и описание
Картината с абсолютен реализъм, с детайлите на ръцете, бръчките по лицето, плътната бяла брада, изобразява възрастния папа Павел III. Представена като абсолютен шедьовър в портретирането и високо оценена от папа Павел III Фарнезе, творбата носи на Тициан предложена му лично от папата придворна служба. Но художникът отказва оказаната му чест, така както я отказва и на папа Лъв X през 1513 г.
След като през 1542 г. Тициан рисува портрет на Ранучо, внук на Павел III и брат на Алесандро, художникът продължава да изобразява членовете на фамилия Фарнезе.
Като част от Колекция „Фарнезе“ картината пристига в Неапол през 1734 г.
Копие на същата картина, рисувано от Тициан 2 год. след оригинала, се съхранява в Катедралата „Санта Матия“ в Толедо.